# Растение-людоед

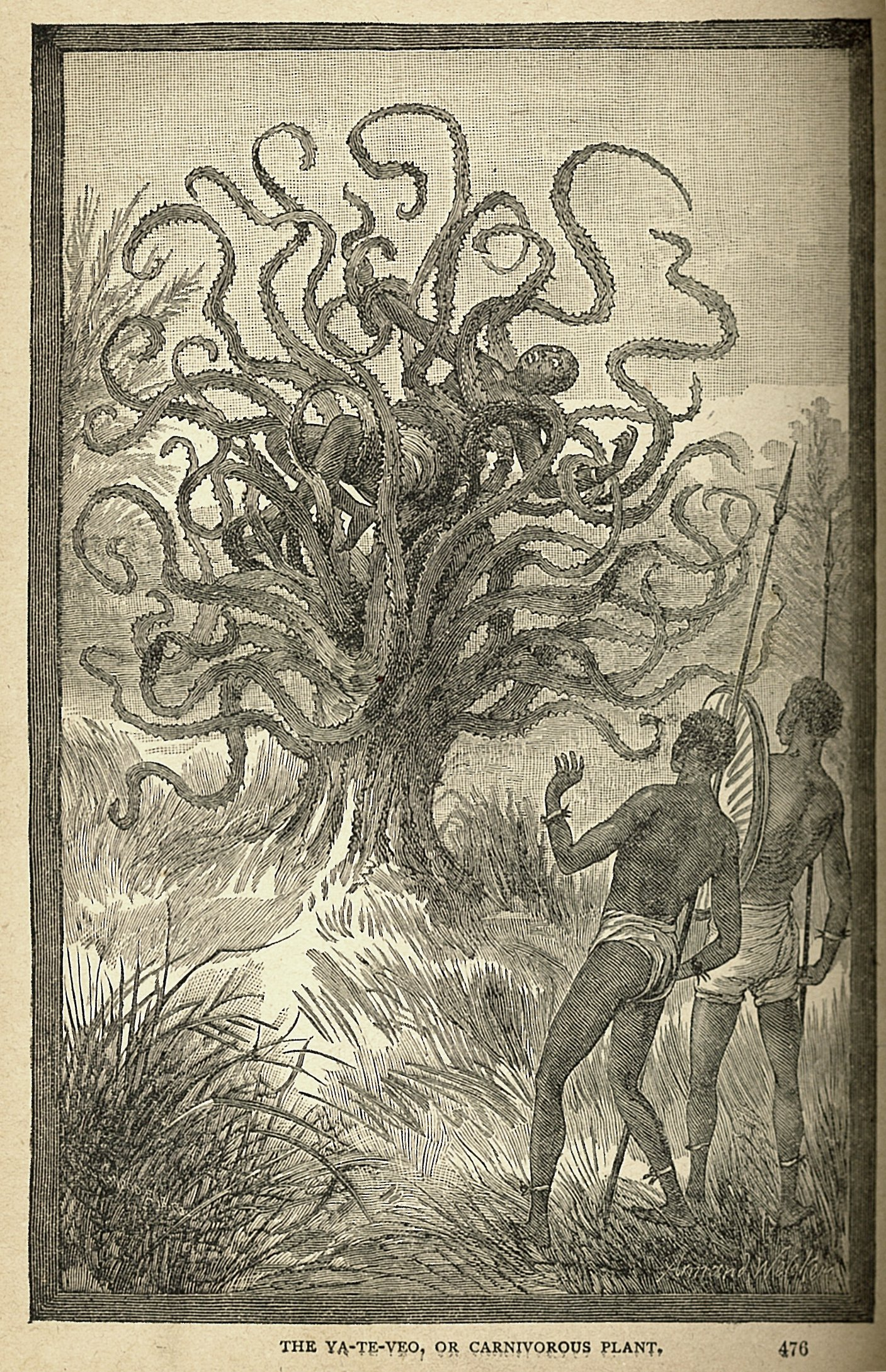
Рисунок, изображающий аборигенов, встретившихся с деревом Я-Те-Вео из книги Дж. Буля «Земля и море». 1887 год.

Растение-людоед — мифическое хищное растение, которое достаточно велико, чтобы ловить и поглощать людей или крупных животных. Известно из фольклора разных стран мира.
Опубликованные в XIX веке отчёты европейских путешественников о якобы реальных наблюдениях таких деревьев в малоизученных на тот момент регионах планеты стали темой газетных статей, очерков и целых книг, то есть городской легендой. Образ хищного растения, питающегося людьми, проник и в массовую культуру.
Из реально существующих плотоядных растений наиболее крупным является Непентес Раджа, ловушки-кувшины которого имеют размер до 38 см и объём до 3,5 литров. Это растение иногда может захватывать даже небольших млекопитающих. На сегодняшний день нет сведений о существовании растения, которое могло бы питаться людьми.

## На Мадагаскаре
Самые ранние сообщения о деревьях, которые едят людей, были самой настоящей мистификацией. В 1881 году некий немецкий исследователь Карл Лич направил в австралийскую газету «South Australian Register» заметку о дереве, которому в жертву приносит людей (чаще всего женщин) племя «мкодо» на Мадагаскаре. Ранее во французском журнале «Journal des Voyages» эти же сведения были опубликованы в качестве якобы имевшей место переписки между Личем и польским ботаником Омелиусом Фредловски. Дерево описывалось имеющим высоту 2,5 м, длину листьев — 3,5 м, числом этих листьев — 8, а также обладающим щупальцами длиной 1,5 м для захвата жертв.
Вновь история о дереве появилась в печати в 1920 году, когда в газете «The American Weekly» было напечатано «интервью» с Карлом Личем, и 1924 году — в виде целой книги бывшего губернатора штата Мичиган Чейза Осборна «Мадагаскар, земля Дерева-Людоеда». Осборн заявлял, что всем племенам и миссионерам на Мадагаскаре хорошо известно данное дерево, а также ссылался на статью Лича. Также есть сведения, что он будто бы пытался найти это растение.
В своей книге 1955 года «Саламандры и другие чудеса» учёный и писатель Вилли Лей убедительно доказал, что не существует не только никакого дерева-людоеда, но и мадагаскарского племени мкодо и исследователя Карла Лича.

## На Минданао
В 1925 году всё в той же газете «The American Weekly» появилась статья об обнаружении нового плотоядного дерева — теперь уже на одном из островов Филиппин, Минданао.
Интересно, что в филиппинском фольклоре действительно фигурирует дерево, которое будто бы ест людей, — дунак. Оно описывается как обладающее густыми зелёными листьями, и когда человек или животное оказываются рядом с ним, то дерево «выплёвывает» нечто вроде щупалец, похожие на гибкие ветки с шипами, чтобы захватить добычу. После этого оно оборачивает их вокруг жертвы, раздавливая и измельчая её тело, после чего поедает (в другом варианте — вводит через них в тело жертвы «пищеварительный» сок, размягчающий его).
Легенды о дунаке могут быть отражением чрезмерно преувеличенных рассказов о росянке, которая действительно может питаться насекомыми и даже мелкими млекопитающими, либо необычным переложением способа охоты некоторых живущих на деревьях змей, в частности питонов.

## В Африке
Существуют сведения о южноафриканском дереве Умдглеби, которое с целью удобрения почвы рядом с собой убивает всё живое вокруг себя, включая людей, то ли угольной кислотой, то ли парами на её основе. Заметка об этом дереве была опубликована в журнале «Nature» в номере за 2 ноября 1882 года. Однако существование этого дерева резонно подвергнуть сомнению — за более чем 120 лет, прошедших с момента публикации заметки, ни один экземпляр этого якобы «крайне неприхотливого и повсеместно встречающегося дерева» так и не был найден учёными.
В книге Дж. Буля «Земля и море» 1887 года рассказывается о плотоядном растении «Я-Те-Вео» (что можно перевести как «Теперь-я-вижу-тебя»), которое, как говорят, ловит и ест больших насекомых, но иногда пытается съесть и человека. Это плотоядное растение, как утверждается, произрастает в основном в джунглях Центральной и Южной Америки, но встречается и в Африке, и на берегах Индийского океана.
Существует много различных описаний растения, но большинство из них сходятся в том, что у него короткий, толстый ствол с многочисленными ответвлениями, похожими на длинные усики, которые оно использует для захвата добычи. Оканчивались эти ветви якобы чем-то наподобие жала и были снабжены мечевидными шипами.
В отличие от «мадагаскарского», сообщения об этом дереве, приходившие порой из совершенно независимых, но многочисленных источников, рассматривались наукой, однако не было получено ни одного убедительного доказательства его существования.

## В Центральной Америке
27 августа 1892 года шотландский учёный и писатель Эндрю Уилсон (1852—1912) в колонке «Science Jottings» газеты «Illustrated London News» сообщил о натуралисте по фамилии Данстан (вероятно, имелся в виду учёный сэр Вундхам Роланд Данстан, 1861—1949), собака которого была проглочена и почти съедена деревом. Инцидент якобы имел место в болотистой местности Никарагуа около озера, а дерево-убийца имело название «Змеиное дерево». Дерево было описано как внешне (в том числе формой корней) похожее на иву, но без листьев, тёмно-синего цвета и покрытое вязкой смолой. Данстан якобы сумел с большим трудом освободить свою собаку, однако она потеряла слишком много крови и умерла.
Месяц спустя, 24 декабря 1892 года, тот же Уилсон в той же колонке описывал другое похожее необычное растение: оно было названо им «Дерево-змея» и будто бы росло в Сьерра-Мадре, Мексика. Сообщалось, что оно питалось птицами.

## В культуре
- «Магазинчик ужасов» — фильм, режиссёром которого выступил Роджер Корман. В этом произведении фигурирует главным образом хищное растение, питавшееся людьми. Впоследствии по фильму в 1982 году был поставлен мюзикл (который был экранизирован в 1986-м). Образ данного растения, с зубастым цветком-пастью часто используется в мультфильмах, например "Вуншпунш" или "Дядюшка Ау", обычно в качестве ужасного питомца злодея.
- В книге «Гарри Поттер и философский камень» (и в её экранизации) Джоан Роулинг фигурируют Дьявольские силки — опасные растения, напоминающие лозы и удушающие своих жертв при малейшем прикосновении.
- «День триффидов» — научно-фантастический роман Джона Уиндема о так называемых триффидах — растениях, способных к свободному передвижению и поедающих человеческое мясо.
- «Руины» — сюжет вращается вокруг проникновения археолога в пирамиду, в которой обитают хищные цветы.
- «Земля. Перезагрузка» — из-за ошибки ученых, которые хотели спасти планету от засухи, ускорив рост растительных клеток, растения быстро размножились и начали захватывать всю планету опустошив города и теперь стали представлять опасность для людей.